# Ювентус
«Юве́нтус» (итал. Juventus Football Club, итальянское произношение: [juˈvɛntus]; от лат. iuventus — юность) — итальянский профессиональный футбольный клуб из Турина, один из самых старых, титулованных и сильнейших клубов в мире. Основан в 1897 году как «Спорт-клуб Ювентус» группой учащихся средней школы Турина, является третьим старейшим итальянским клубом и одним из двух клубов из Турина в Серии А. С 1920-х годов клубом владеет семья Аньелли.
«Ювентус» является самым титулованным клубом в Италии. В 1988 году клуб получил награду УЕФА за победы во всех турнирах, проводимых федерацией. Когда «Ювентус» выиграл Суперкубок УЕФА в 1984, Межконтинентальный кубок в 1985 и кубок Интертото в 1999 году он стал единственным в мире клубом, которому покорились все турниры.
«Ювентус» занял 7-е место в списке лучших футбольных клубов XX века по версии ФИФА, 9-е место — по версии журнала kicker. Также IFFHS поставил «Ювентус» на 2-е место в рейтинге лучших европейских клубов XX века.
В сентябре 2012 года были опубликованы результаты опроса, который показал, что «Ювентус» — самая популярная команда в Италии. Кроме того, по данным компании Sport + Markt AG, всего в Европе за «Ювентус» болеет 14,1 миллиона человек.

## История

Первый президент клуба Эудженио Канфари

1 ноября 1897 года студенты из лицея «Massimo d’Azeglio» основали в Турине спортивный клуб «Ювентус». Первоначальная форма клуба была розового цвета, но уже в 1903 году «Ювентус» стал играть в чёрно-белых футболках.
В 1900 году «Ювентус» впервые участвовал в национальном чемпионате. Первый титул команда выиграла в 1905 году. В 1906 году президентом «Ювентуса» стал Альфред Дик, но из-за разногласий с командой он её покинул. В результате банкротства клуб был на грани вылета из Серии А в 1913 году.
После первой мировой войны «Ювентус» смог закрепиться в лиге.

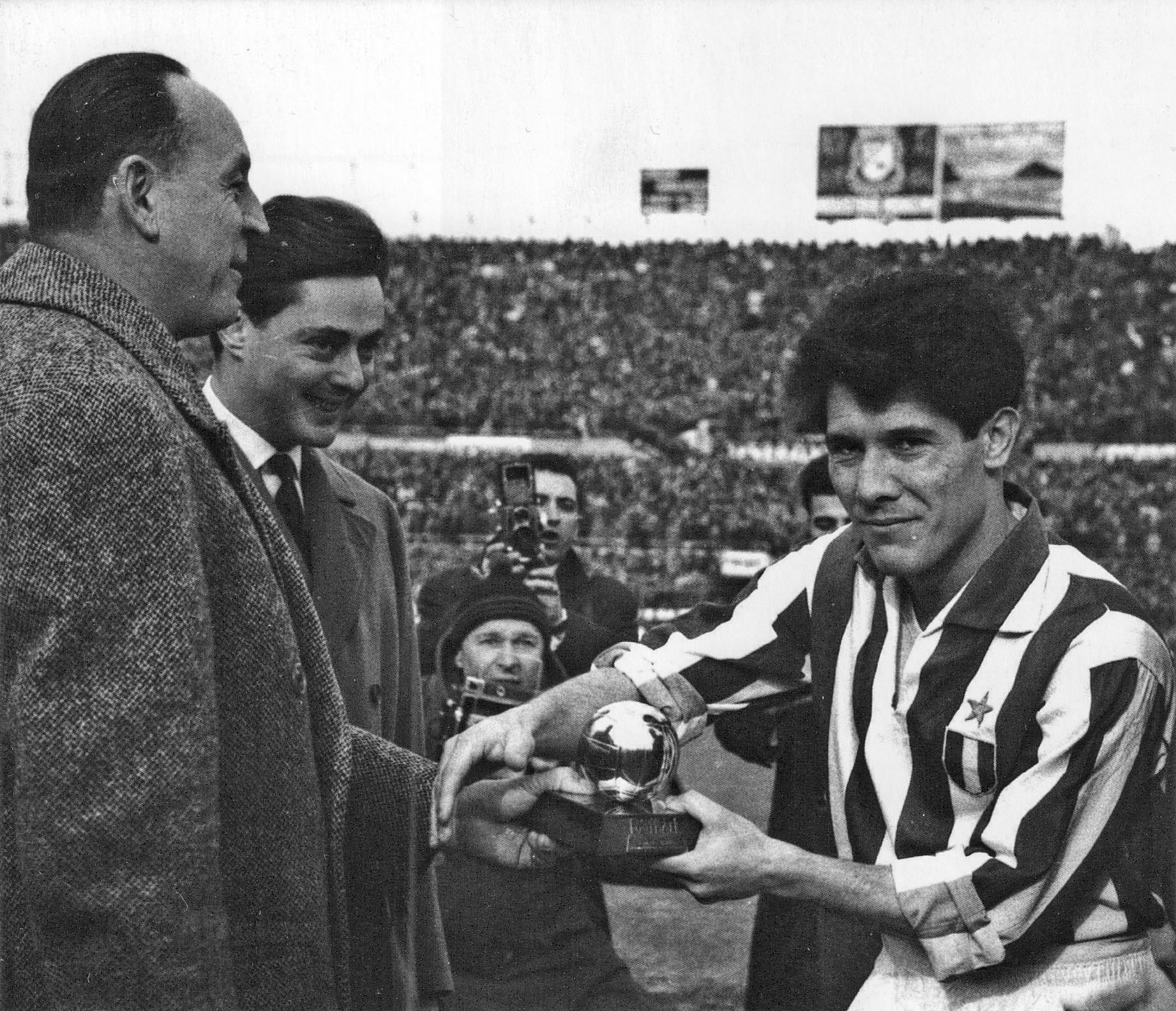
Игрок «Ювентуса» 1960-х Омар Сивори

В 1923 году президентом «Юве» стал заместитель председателя итальянского концерна FIAT Эдоардо Аньелли. В том же году был построен новый стадион. В сезоне 1925/26 клуб стал чемпионом Италии. Такие игроки как Джованни Феррари, Раймундо Орси, Луис Монти и оборонительное трио Комби-Розетта-Кальярис сформировали костяк команды, которая пять сезонов подряд побеждала в национальном первенстве. Тренером команды в четырёх из пяти сезонов был Карло Каркано. На победном для себя чемпионате мира в 1934 году в составе сборной Италии было 9 игроков из «Юве».
После смерти Эдуардо Аньелли в 1935 году многие игроки ушли из «Ювентуса» и клуб не выигрывал скудетто до сезона 1949/50.
С 1943 по 1945 год клуб из-за фашистского вмешательства назывался «Ювентус-Кастилья». Кастилья — это название фирмы по производству машин. Президент фирмы Петр Дузио стал президентом клуба, а FIAT стал спонсором «Торино».

Основатели клуба (1898)

После войны команда снова стала называться просто «Ювентус». Клубом в этот период управлял сначала Джанни Аньелли, а затем его брат Умберто. В команду пришли Омар Сивори и Джон Чарльз, которые вместе с капитаном клуба Джампьеро Бониперти сформировали тандем, названный в прессе «магическим трио». Клуб выиграл три чемпионских титула подряд с 1958 по 1961 год. Первый из них позволил «Юве» добавить на эмблему одну звезду за 10 побед в чемпионате. В 1961 году Омар Сивори стал первым игроком из Серии А, получившим «Золотой Мяч». Бониперти ушёл из футбола в 1961 году и продолжительное время оставался лучшим бомбардиром клуба со 182 мячами во всех турнирах. Только через 45 лет этот рекорд был побит Алессандро Дель Пьеро.
13 июля 1971 года Джампьеро Бониперти стал президентом клуба, и в первый же сезон под его управлением «Юве», ведомый тренером Честмиром Выцпалеком, выиграл чемпионат 1971/72. Туринцы повторили свой успех в сезоне 1972/73. Однако в следующий раз отпраздновать скудетто «Юве» удастся лишь через год в сезоне 1974/75 под руководством тренера Карло Паролы.
Затем наступила эра тренера Джованни Трапаттони, который привёл «Ювентус» к 6 титулам чемпиона Италии, к 2 победам в кубке страны, также клуб выигрывал 3 Кубка УЕФА и по одному разу Кубок европейских чемпионов, Кубок обладателей кубков и Межконтинентальный кубок. В той команде играли Дино Дзофф, Антонелло Куккуредду, Клаудио Джентиле, Джузеппе Фурино, Франческо Морини, Гаэтано Ширеа, Франко Каузио, Марко Тарделли, Роберто Бонинсенья, Лучано Спинози, Ромео Бенетти и Роберто Беттега. Эту команду газета La Stampa окрестила «незабываемой». В 1982 году был куплен Мишель Платини, 3 раза подряд становившейся обладателем «Золотого Мяча».
29 мая 1985 года в финальном матче Лиги чемпионов против «Ливерпуля» произошло столкновение между фанатами, в результате которого погибли 39 болельщиков «Юве». Перед этим Мишель Платини забил победный гол в ворота соперников. Эта трагедия оказала влияние на весь европейский футбол. В тот год «Ювентус» стал первым клубом в истории европейского футбола, который выиграл все основные турниры УЕФА, а после победы в Межконтинентальном кубке и Кубке Интертото в 1999 году «Юве» стал единственным клубом в мире, который выиграл всевозможные для себя трофеи. Завоевав Межконтинентальный кубок в 1985 году, Антонио Кабрини, Гаэтано Ширеа и Марко Тарделли оказались также первыми игроками в истории, которые стали чемпионами мира как на клубном уровне, так и на уровне сборных. Эта команда составляла костяк национальной сборной Италии во время чемпионата мира 1978 и 1982 годов. В 1986 году Трапаттони ушёл из «Ювентуса».
После этого из-за смены поколений в течение 9 лет «Зебры» не выигрывали скудетто, хотя дважды завоевали Кубок УЕФА в сезонах 1989/90 под руководством Дино Дзоффа и 1992/93, ведомые вернувшимся на 3 года Трапаттони. В 1990 году «Юве» переехал на новый стадион, «Делле Альпи», который был построен к ЧМ-1990.

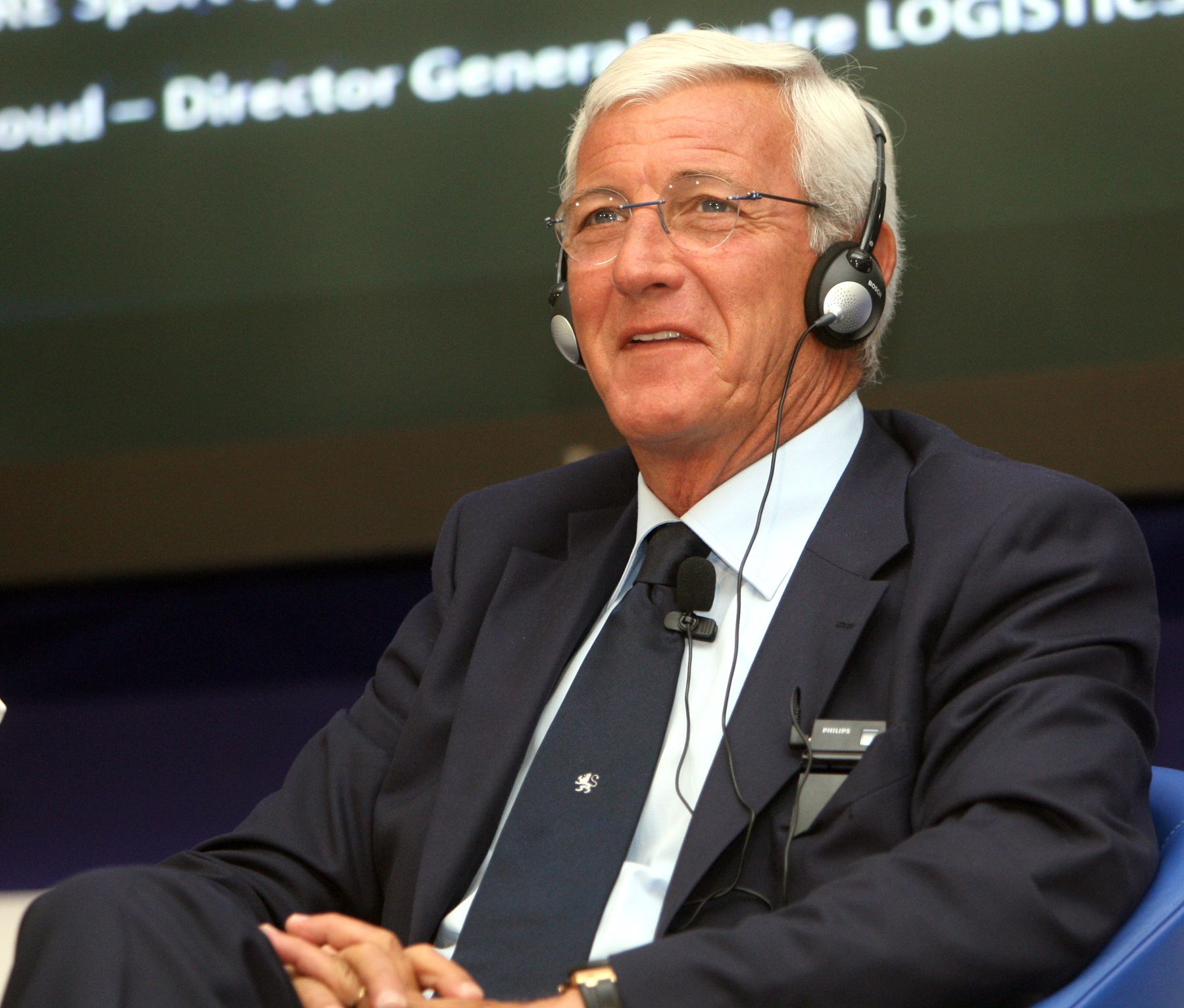
Марчело Липпи тренировал «Ювентус» с 1994 по 1999 и с 2001 по 2004 год

В 1994 году клуб возглавил Марчелло Липпи. Командой были приобретены такие игроки, как Роберто Баджо, Джанлука Виалли, Аттилио Ломбардо, Фабрицио Раванелли, Анджело Ди Ливио, Алессандро Дель Пьеро и Кристиан Вьери. Липпи начал новый победный цикл в истории клуба. При нём «Ювентус» в первом же сезоне взял чемпионство, а уже в следующем — выиграл Лигу чемпионов, победив в финале «Аякс», а также завоевал Суперкубок УЕФА и Межконтинентальный кубок. В сезонах 1996/97 и 1997/98 «Зебры» вновь выходили в финал Лиги чемпионов, но проиграли «Боруссии» и «Реалу». В эти годы «Юве» также выигрывал чемпионат Италии. Среди ведущих игроков той команды были Зинедин Зидан, Филиппо Индзаги и Эдгар Давидс.
В 1999 году «Ювентус» возглавил Карло Анчелотти, который выиграл только один трофей — Кубок Интертото.
После небольшого отсутствия Липпи вернулся в «Ювентус», тогда же в команду пришили такие игроки, как Джанлуиджи Буффон, Павел Недвед и Лилиан Тюрам, которые помогли клубу выиграть ещё два скудетто: в сезонах 2001/02 и 2002/03. «Ювентус» также вышел в финал Лиги чемпионов в 2003 году, но проиграл «Милану» в серии послематчевых пенальти. В следующем году Липпи покинул клуб и был назначен главным тренером сборной Италии.

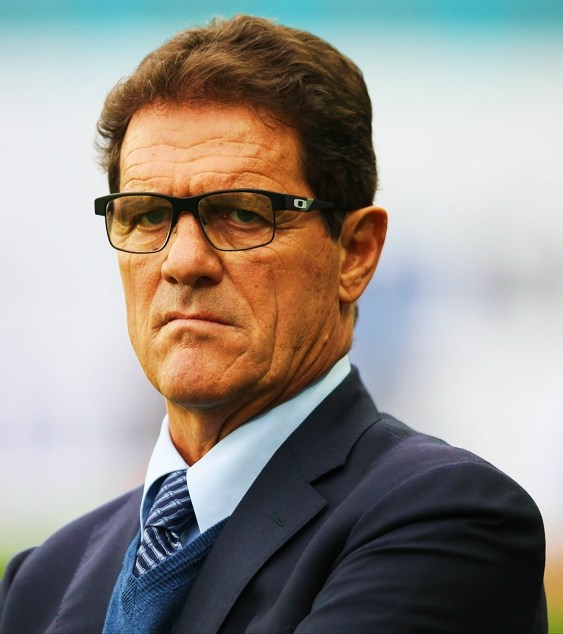
Фабио Капелло тренировал «Ювентус» с 2004 по 2006 год

В 2004 году «Ювентус» возглавил Фабио Капелло, тренировавший в предыдущем сезоне «Рому». В течение двух лет под управлением Капелло «Ювентус» выиграл два чемпионата в сезонах 2004/05 и 2005/06, однако, из-за коррупционного скандала клуб был лишён этих титулов — чемпионство сезона 2004/05 не было присвоено никому, а скудетто 2005/06 судом было решено «отдать» «Интернационале». Также в результате Кальчополи «Ювентус» был понижен в Серию B.
Сезон в Серии B «Ювентус» по решению суда должен был начать с отрицательным количеством очков (-9). В 42 матчах низшей лиги команда под руководством Дидье Дешама добыла 28 побед и 10 ничейных результатов, что позволило ей занять первое место и вернуться в Серию А. Игрок «Ювентуса» Алессандро Дель Пьеро стал лучшим бомбардиром турнира. По окончании сезона тренер Дидье Дешам подал в отставку из-за разногласий с руководством клуба.
В сезоне 2007/08 команду тренировал Клаудио Раньери. Клуб закончил чемпионат на третьем месте, что позволило ему принять участие в Лиге чемпионов 2008/09. «Ювентус» без труда прошёл групповой этап, где дважды обыграл мадридский «Реал», но проиграл в 1/8 «Челси». Под конец сезона у команды начались проблемы в чемпионате, в результате которых Раньери был уволен за два тура до окончания сезона. Два последних тура командой руководил отвечавший за молодёжный состав «Ювентуса» Чиро Феррара. Оба матча были выиграны, а туринцы заняли итоговое второе место. Это произвело благоприятное впечатление на руководство туринского клуба, назначившее Феррару главным тренером на сезон 2009/10.
Деятельность Феррары на посту главного тренера оказалась неудачной. Клуб рано выбыл из Лиги чемпионов и Кубка Италии. К середине сезона в чемпионате «Ювентус» был на шестом месте. В конце января 2010 года Феррара был уволен с поста главного тренера, а на его место был назначен Альберто Дзаккерони. Дзаккерони не смог помочь клубу и только ухудшил ситуацию в чемпионате: по итогам сезона «Юве» опустился на седьмое место.
Сезон 2010/11 ознаменовался для клуба большими переменами как в руководстве, так и в тренерском штабе. Андреа Аньелли сменил Блана в должности президента клуба. Одним из первых решений Аньелли на новом посту было пригласить в клуб Луиджи Дельнери и Джузеппе Маротту на должности главного тренера команды и генерального директора соответственно. Однако по итогам сезона «Ювентус» вновь занял седьмое место в чемпионате, и Дельнери был уволен.
В мае 2011 года руководство «Ювентуса» объявило о назначении главным тренером команды бывшего футболиста «Старой Синьоры», Антонио Конте. В первом же сезоне при Конте «Ювентус» стал чемпионом, не потерпев ни одного поражения в чемпионате. Также тот сезон стал последним для Алессандро Дель Пьеро — рекордсмена по количеству голов и матчей за клуб. Перед сезоном 2012/13 Антонио Конте получил десятимесячную дисквалификацию за то, что не донёс о договорных матчах в ходе сезона 2010/11, когда он возглавлял «Сиену». Вскоре дисквалификация была сокращена до 4 месяцев. Однако это не помешало «Юве» снова выиграть чемпионат, опередив ближайшего преследователя «Наполи» на 9 очков. Сезон 2013/14 «Ювентус» так же завершил в ранге чемпиона страны, набрав рекордные среди топ-лиг 102 очка в чемпионате и не потеряв ни одного очка в домашних матчах итальянского первенства. Также клуб смог дойти до полуфинала Лиги Европы, финал которой должен был пройти на домашнем стадионе «Ювентуса», где потерпел поражение от «Бенфики» по сумме двух матчей (2:1; 0:0).
Перед началом нового сезона у «Ювентуса» вновь сменился тренер — вместо ушедшего в сборную Италии Конте, команду возглавил бывший тренер «Милана» Массимилиано Аллегри. Под его руководством «Старая синьора» в четвёртый раз подряд стала первой в Серии А, впервые с 1995 года завоевала Кубок Италии, а также вышла в финал Лиги чемпионов, где уступила «Барселоне» со счётом 1:3.

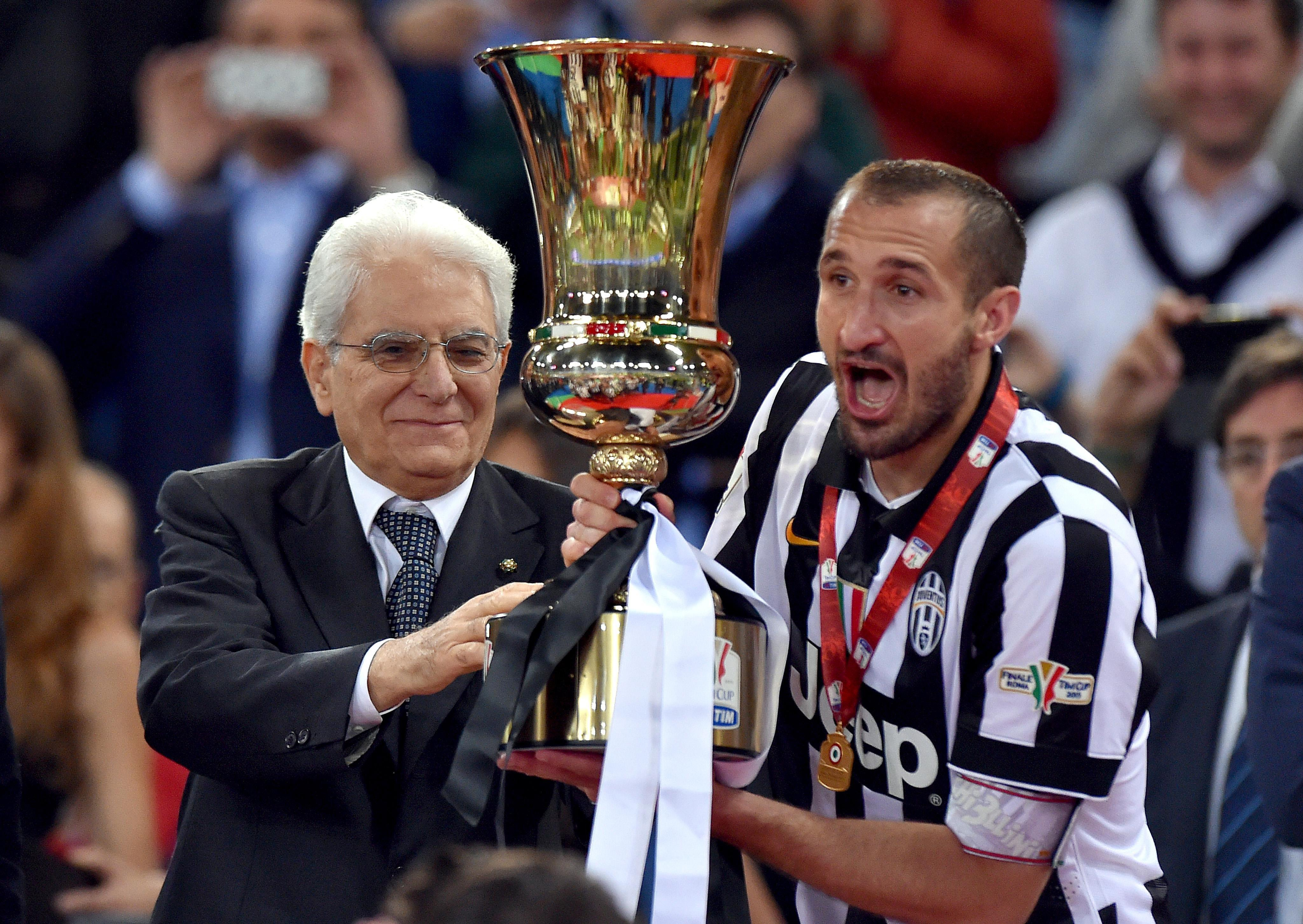
Президент Италии Серджо Маттарелла вручает трофей Джорджо Кьеллини после победы в финальном матче Кубка Италии против «Лацио», 2015 год

Сезон 2015/16 «Ювентус» провёл неоднозначно. В летнее трансферное окно команду покинуло несколько лидеров клуба. Начальный отрезок сезона для клуба выдался неудачным — команда отстала от первого места и занимала невысокое место в турнирной таблице, однако ближе к концу, во многом благодаря Пауло Дибале, «Ювентус» вновь вышел на первую позицию в Италии и завоевал «золотой дубль», выиграв Серию А и Кубок Италии. В Лиге чемпионов «бьянконери» вылетели от «Баварии» с общим счётом 4:6 в стадии 1/8 финала. В сезоне 2016/17 команда повторила прежний сезон в Италии и в шестой раз подряд завоевала титул чемпионата Италии, побив свой предыдущий рекорд. В Лиге чемпионов клуб провёл успешную кампанию, выйдя в финал турнира, но проиграв «Реалу» Мадрид, забив один гол и пропустив четыре.
Между сезоном 2016/17 и 2017/18 клуб провёл активную трансферную кампанию. Самым громким стал уход тогдашнего лидера команды Леонардо Бонуччи в «Милан». В первом официальном матче сезона клуб потерпел поражение от «Лацио» со счётом 2:3.
В летнее трансферное окно 2018 года произошёл самый громкий трансфер сезона 2018/2019 — в «Ювентус» из мадридского «Реала» перешёл Криштиану Роналду.

## Достижения

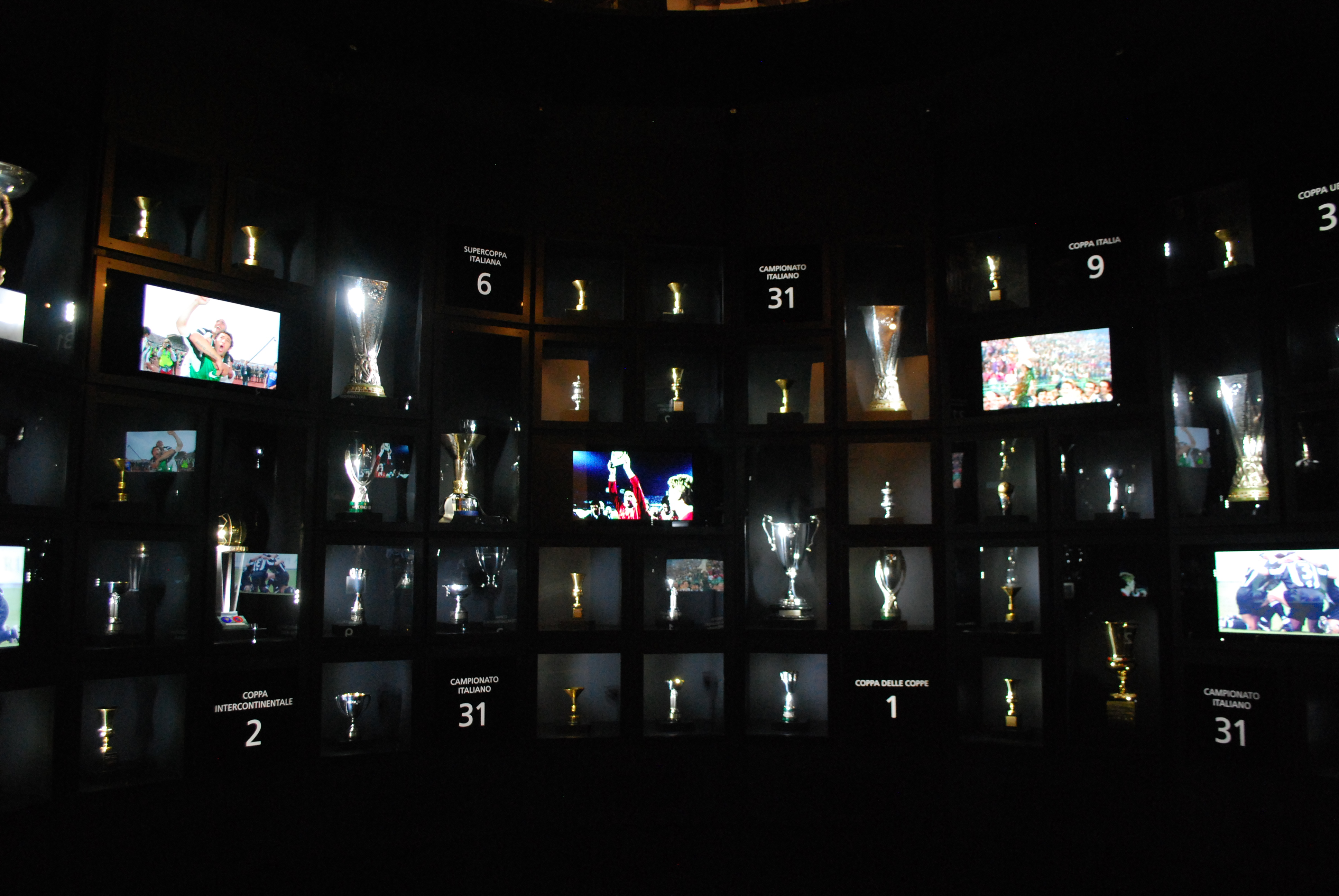
Трофеи «Юве» в музее

«Ювентус» является самым титулованным клубом Италии и одним из самых титулованных в мире. Первый раз в чемпионате клуб победил в 1905 году и после этого выиграл ещё 37 трофеев, в том числе пять титулов подряд, с 1931 по 1935 год, и девять титулов подряд, с 2012 по 2020 год, что является рекордом среди футбольных топ-лиг. «Ювентус» также 15 раз, в том числе 4 раза подряд, выигрывал Кубок Италии по футболу, и данный результат является абсолютным рекордом в стране. Наконец, клуб 9 раз побеждал в Суперкубке Италии — последний трофей был выигран в сезоне 2020/2021. В общей сложности у команды 60 побед в итальянских чемпионатах и кубках, что также является рекордом.
Шесть раз «Ювентусу» покорялся «золотой дубль». Это произошло в сезонах 1959/1960, 1994/1995, 2014/15, 2015/16, 2016/17 и 2017/18. Примечательно, что «Ювентус» стал первым клубом в истории итальянского футбола, который выигрывал «золотой дубль» 3 года подряд. Аналогичное достижение записал в свой актив Массимилиано Аллегри — главный тренер «бьянконери».
Первым международным кубком для «Ювентус» стал Кубок УЕФА выигранный им в 1977 году. Клуб выиграл два титула Лиги чемпионов (1985 и 1996) и два Межконтинентальных кубка в эти же годы. «Ювентус» — одна из трёх команд в Италии, которой удалось выиграть международный турнир и чемпионат.

### Национальные титулы
- Чемпионат Италии (Серия A)
  - Чемпион (36[57], рекорд): 1905, 1925/26, 1930/31, 1931/32, 1932/33, 1933/34, 1934/35, 1949/50, 1951/52, 1957/58, 1959/60, 1960/61, 1966/67, 1971/72, 1972/73, 1974/75, 1976/77, 1977/78, 1980/81, 1981/82, 1983/84, 1985/86, 1994/95, 1996/97, 1997/98, 2001/02, 2002/03, (2004/05, 2005/06), 2011/12, 2012/13, 2013/14, 2014/15, 2015/16, 2016/17, 2017/18, 2018/19, 2019/20
  - Вице-чемпион (21): 1903, 1904, 1906, 1937/38, 1945/46, 1946/47, 1947/48, 1952/53, 1953/54, 1962/63 1973/74, 1975/76, 1979/80, 1982/83, 1986/87, 1991/92, 1993/94, 1995/96, 1999/00, 2000/01, 2008/09
- Кубок Италии
  - Победитель (15, рекорд): 1937/38, 1941/42, 1958/59, 1959/60, 1964/65, 1978/79, 1982/83, 1989/90, 1994/95, 2014/15, 2015/16, 2016/17, 2017/18, 2020/21, 2023/24
  - Финалист (7): 1972/73, 1991/92, 2001/02, 2003/04, 2011/12, 2019/20, 2021/22
- Суперкубок Италии
  - Победитель (9, рекорд): 1995, 1997, 2002, 2003, 2012, 2013, 2015, 2018, 2020.
- Серия Б
  - Чемпион: 2006/07

### Международные титулы
- Лига чемпионов УЕФА / Кубок европейских чемпионов
  - Победитель (2): 1985, 1996
  - Финалист (7): 1973, 1983, 1997, 1998, 2003, 2015, 2017
- Кубок обладателей кубков УЕФА
  - Победитель: 1984
- Кубок УЕФА
  - Победитель (3): 1977, 1990, 1993
  - Финалист: 1995
- Суперкубок УЕФА
  - Победитель (2): 1984, 1996
- Кубок ярмарок
  - Финалист (2): 1964/65, 1970/71
- Кубок Интертото
  - Победитель: 1999
- Межконтинентальный кубок
  - Победитель (2): 1985, 1996
  - Финалист: 1973
- Кубок Жоана Гампера
  - Победитель: 2005
  - Финалист: 2021
- Кубок Альп
  - Победитель: 1963
  - Финалист: 1966
- Кубок Турина
  - Победитель (2, рекорд): 1902, 1903
- Трофей Луиджи Берлускони
  - Победитель (10): 1991, 1995, 1998, 1999, 2000, 2001, 2003, 2004, 2010, 2012
- Кубок Рио
  - Финалист: 1951

## Текущий состав
| 1  | Флаг Италии     | Вр  | Маттия Перин                | 1992 |  |  |  |  |  |
| 23 | Флаг Италии     | Вр  | Карло Пинсольо              | 1990 |  |  |  |  |  |
| 29 | Флаг Италии     | Вр  | Микеле Ди Грегорио          | 1997 |  |  |  |  |  |
|    |                 |     |                             |      |  |  |  |  |  |
| 3  | Флаг Бразилии   | Защ | Бремер                      | 1997 |  |  |  |  |  |
| 4  | Флаг Италии     | Защ | Федерико Гатти              | 1998 |  |  |  |  |  |
| 6  | Флаг Англии     | Защ | Ллойд Келли                 | 1998 |  |  |  |  |  |
| 15 | Флаг Франции    | Защ | Пьер Калюлю                 | 2000 |  |  |  |  |  |
| 24 | Флаг Италии     | Защ | Даниеле Ругани              | 1994 |  |  |  |  |  |
| 25 | Флаг Португалии | Защ | Жуан Мариу                  | 2000 |  |  |  |  |  |
| 27 | Флаг Италии     | Защ | Андреа Камбьязо             | 2000 |  |  |  |  |  |
| 32 | Флаг Колумбии   | Защ | Хуан Кабаль                 | 2001 |  |  |  |  |  |
| 33 | Флаг Португалии | Защ | Тиагу Джало                 | 2000 |  |  |  |  |  |
| 37 | Италия          | Защ | Николо Савона               | 2003 |  |  |  |  |  |
| 40 | Швеция          | Защ | Юнас Рухи                   | 2004 |  |  |  |  |  |
|    |                 |     |                             |      |  |  |  |  |  |
| 5  | Флаг Италии     | ПЗ  | Мануэль Локателли (капитан) | 1998 |  |  |  |  |  |

| 8  | Флаг Нидерландов | ПЗ  | Тён Копмейнерс                 | 1998 |  |  |  |  |  |
| 12 | Флаг Бразилии    | ПЗ  | Артур Мело                     | 1996 |  |  |  |  |  |
| 16 | Флаг США         | ПЗ  | Уэстон Маккенни (вице-капитан) | 1998 |  |  |  |  |  |
| 17 | Флаг Черногории  | ПЗ  | Василие Аджич                  | 2006 |  |  |  |  |  |
| 18 | Флаг Сербии      | ПЗ  | Филип Костич                   | 1992 |  |  |  |  |  |
| 19 | Флаг Франции     | ПЗ  | Хефрен Тюрам                   | 2001 |  |  |  |  |  |
| 21 | Флаг Италии      | ПЗ  | Фабио Миретти                  | 2003 |  |  |  |  |  |
| 26 | Флаг Бразилии    | ПЗ  | Дуглас Луис                    | 1998 |  |  |  |  |  |
|    |                  |     |                                |      |  |  |  |  |  |
| 7  | Флаг Португалии  | Нап | Франсишку Консейсан            | 2001 |  |  |  |  |  |
| 9  | Флаг Сербии      | Нап | Душан Влахович                 | 2000 |  |  |  |  |  |
| 10 | Флаг Турции      | Нап | Кенан Йылдыз                   | 2005 |  |  |  |  |  |
| 11 | Флаг Аргентины   | Нап | Николас Гонсалес               | 1998 |  |  |  |  |  |
| 14 | Флаг Польши      | Нап | Аркадиуш Милик                 | 1994 |  |  |  |  |  |
| 30 | Флаг Канады      | Нап | Джонатан Дэвид                 | 2000 |  |  |  |  |  |

### Игроки в аренде
| \| № \| \| Поз. \| Имя \| Год рождения \| \| - \| \| ---- \| ------------------------------------------------- \| ------------ \| \| \| \| Нап \| Тимоти Веа (в «Олимпике Марселе» до 30 июня 2026) \| 2000 \| |          |      |                                                   |              |
| № |          | Поз. | Имя                                               | Год рождения |
| | Флаг США | Нап  | Тимоти Веа (в «Олимпике Марселе» до 30 июня 2026) | 2000         |

## Трансферы 2024/2025
Пришли
| Поз. | Игрок                | Прежний клуб |
| ---- | -------------------- | ------------ |
| Вр   | Микеле Ди Грегорио*  | Монца        |
| Защ  | Хуан Кабаль          | Эллас Верона |
| Защ  | Пьер Калюлю*         | Милан        |
| ПЗ   | Хефрен Тюрам         | Ницца        |
| ПЗ   | Дуглас Луис          | Астон Вилла  |
| ПЗ   | Николас Гонсалес*    | Фиорентина   |
| ПЗ   | Тён Копмейнерс       | Аталанта     |
| ПЗ   | Франсишку Консейсан* | Порту        |
| Нап  | Артур Мело**         | Фиорентина   |

Ушли
| Поз. | Игрок                   | Новый клуб  |
| ---- | ----------------------- | ----------- |
| Вр   | Войцех Щенсный***       | Барселона   |
| Защ  | Тиагу Джало*            | Порту       |
| Защ  | Даниеле Ругани*         | Аякс        |
| Защ  | Маттия Де Шильо*        | Эмполи      |
| ПЗ   | Фабио Миретти*          | Дженоа      |
| ПЗ   | Ханс Николусси-Кавилья* | Венеция     |
| ПЗ   | Энцо Барренечеа         | Астон Вилла |
| Нап  | Федерико Кьеза          | Ливерпуль   |
| Нап  | Матиас Суле             | Рома        |
| Нап  | Мойзе Кен               | Фиорентина  |

* В аренду. 

** Из аренды. 

*** Свободный агент

## Прозвища команды
Самое известное прозвище «Ювентуса» — «Старая синьора» (итал. la Vecchia signora). Есть несколько версий на этот счёт. Одна из них связана с формой клуба. Существует ещё одна версия происхождения этого прозвища: «синьора» в прозвище клуба появилось из-за эмблемы команды, которая до 1930-х годов напоминала веер. Также есть мнение, что слово «старая» обозначает раннее основание клуба, а «синьора» — это дань памяти синьорам Аньелли (но в итальянском языке «Ювентус» женского рода и поэтому не синьор, а синьора).
Команду также называют «La Fidanzata d’Italia» (Невеста Италии) из-за того, что многие мигранты с юга Италии приезжали работать на завод FIAT и начинали болеть за «Ювентус», так как автоконцерном владела семья Аньелли, многие члены которой были президентами «Ювентуса».
«Ювентус» называют «бьянконери» (чёрно-белые) и «Зебры» из-за цвета формы команды.

## Цвета и эмблема

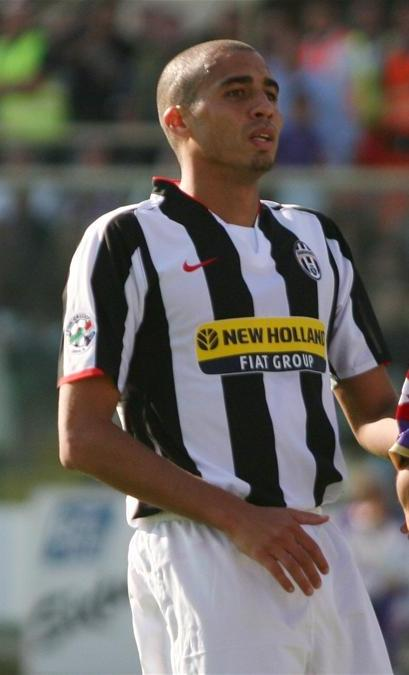
Давид Трезеге в традиционной форме клуба

С 1903 года «Ювентус» играет в форме с чёрными и белыми полосами. Шорты белые, иногда чёрные.
Изначально форма была розового цвета. Такая форма быстро теряла цвет при стирках и поставщику было поручено разработать другую форму.
Поставлять форму нанялся англичанин Джон Сэвидж; он дружил с болельщиком «Ноттс Каунти», где форма была чёрно-белой; Сэвидж привёз форму «Ноттс», цвет которой был устойчивей чем розовый.
С тех пор «Ювентус» и носит эти футболки, обязывающие его быть агрессивно-мощным.
Это отличный пример того, как «Ноттс» помог в организации одного из величайших клубов мира, чем может гордиться, ведь сейчас форма «Ювентуса» узнаваема по всему миру.
В 1970-х и 1990-х годах эмблема «Ювентуса» не была традиционной. Тогда в качестве герба использовался силуэт зебры. Но в течение почти всей истории эмблема была неизменной и лишь изредка подвергалась модификациям, последняя из которых произошла в 2004 году.
На эмблеме изображён чёрно-белый щит — всего полос семь: белых четыре — чёрных три. Название клуба напечатано на белом фоне чёрными буквами. В логотипе используется игра теней, что даёт ему трёхмерность. В нижней части герба, в белом на чёрном фоне изображён бык, символ Турина.
В прошлом фон названия клуба был синий — это традиция Савойской династии. Также название клуба было вогнуто, а бык был жёлто-золотистого цвета. С 1982 года на эмблеме были две звезды, но в 2005 году от них отказались.
Нынешний официальный гимн «Ювентуса», написанный Алессандрой Торре и Клаудио Гвидетти, — пятый в истории клуба. Название — Juve Storia di un grande amore (История большой любви)". Официальная версия — запись певца и музыканта Эмилия Паоло Белли, сделанная в 2007 году.
Есть и другие песни, написанные в память о команде. Например, «Чёрно-белое небо», «Старая Леди», «Давайте мечтать» — все написаны композитором Франческо де Феличе. В 1997 году по случаю столетия «Юве» Пиранджело Бертоли написал оперу «Juvecentus».
16 января 2017 президент клуба Андреа Аньелли презентовал новую эмблему. "Мы потратили год, пытаясь выяснить, чего хочет рынок, но и смотрели в будущее. Этот новый логотип является символом жизненного пути «Ювентуса», — сказал Аньелли.

## Стадионы клуба
Первыми стадионами клуба были «Парк Валентино» и «Цитадель» (1897—1898 годы). С 1898 по 1908 год использовался стадион «Piazza d’Armi», за исключением сезона 1905/06, в течение которого домашней ареной «Юве» был стадион «Велодром Умберто I».

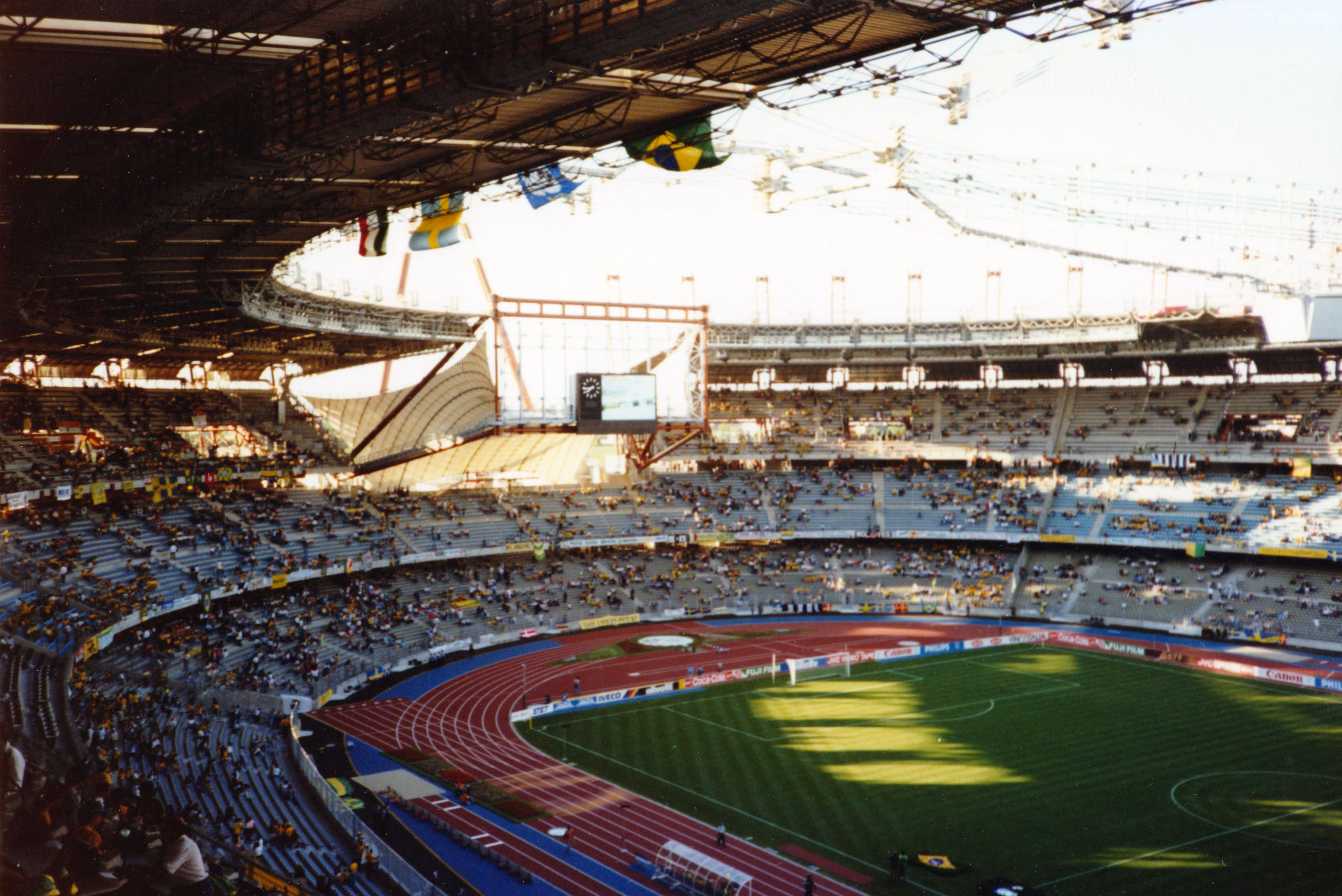
«Делле Альпи»

С 1909 по 1922 год стадионом клуба был «Корсо Себастополи», а с 1922 по 1933 год — «Корсо Марсилья». На этих стадионах «Ювентус» завоевал 4 титула чемпиона подряд.
С 1933 по 1990 год «Ювентус» играл на «Стадио Комунале». Сначала стадион назывался «Бенито Муссолини» и был построен к чемпионату мира 1934 года. После войны арену переименовали в обычное название «Стадио Комунале», а после этого — в Стадио Комунале «Витторио Поццо». На этом стадионе прошли 890 встреч чемпионата с участием «Ювентуса», и начиная с 1963 года «Юве» делил стадион с «Торино»; арена вмещала 65000 тысяч зрителей. В 1990 году «Ювентус» переехал на новый стадион «Делле Альпи».
На «Делле Альпи», построенному по проекту Аква Марсии, «Ювентус» играл до сезона 2005/06; стадион, расположенный в центре района Валлетты, на северо-западе Турина, вмещал чуть более 69000 зрителей. Также на нём была хорошая акустика, поэтому его использовали ещё как концертную площадку. В период использования «Альпи» клуб в иногда проводил свои матчи на стадионах и в других городах: в северной Италии в Чезене (матчи кубка Италии и Кубка Интертото), на стадионе «Джузеппе Меацца» в Милане (полуфинал и финал Кубка УЕФА 1994/95) или в Палермо (Суперкубок УЕФА 1996 года, 1-й и 3-й раунды Кубка УЕФА 1999/2000).

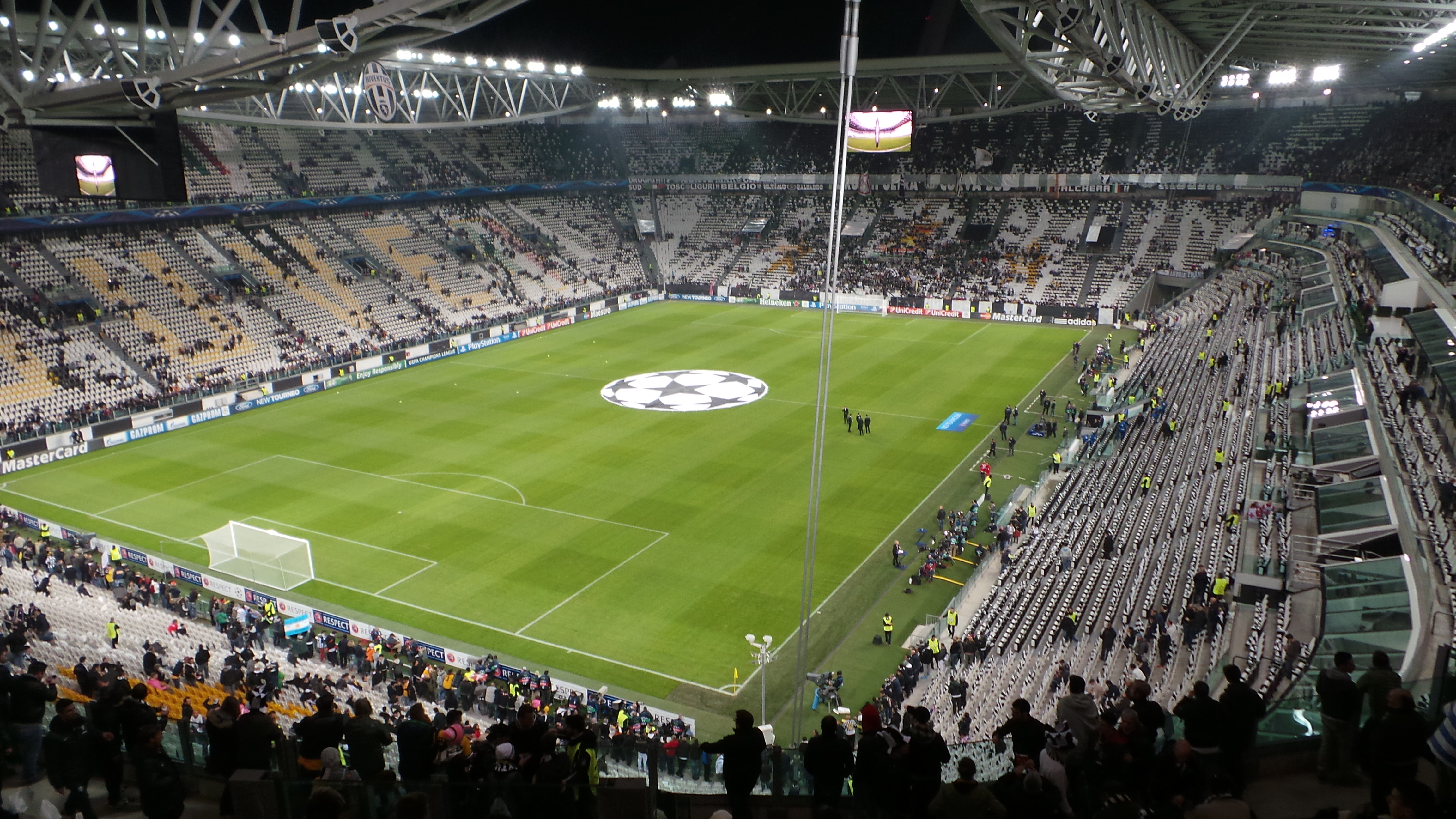
«Ювентус Стадиум» перед матчем

18 июня 2002 года город бесплатно отдал «Ювентусу» «Стадио Олимпико» (через несколько лет стадион вернули городу) с условием, что будет произведён ремонт для проведения Зимних олимпийских игр 2006 года, и, в то же время, Турин арендовал «Делле Альпи» на 99 лет.
С сезона 2006/07 по 2011 год «Ювентус» играл на «Стадио Олимпико», вмещающем после реконструкции 27 тысяч человек.
18 марта 2008 года совет директоров «Ювентуса» одобрил проект нового стадиона, который располагается на месте снесённого «Делле Альпи». Стоимость стадиона — 105 миллионов евро.
Архитекторами стали Джино Дзаванелла и Элой Суарес, а инженером — Максимум Майовеки. О строительстве было официально объявлено 20 ноября 2008 года в Линготто: всего было отведено 355000 м2 (из которых 45000 предназначены для стадиона, 155000 — для услуг, 34000 — для предпринимательской деятельности и 30000 — для зелёных зон и площадей). Конструкция имеет прямоугольный план, в окружении двух полуэллиптических структур, в которых расположены рестораны и бары. Также есть ложи VIP — спроектированные компанией Pininfarina Extra — с видом прямо на поле.
«Ювентус Стадиум» вмещает 41000 зрителей и предназначен только для футбола: он не имеет легкоатлетических дорожек вокруг поля. Нижние ярусы уходят в землю на полтора метра; барьеров разделяющих поле и стадион нет.
Стадион покрыт 40000 листами алюминия, вес кровли увеличивает аэродинамическая труба. Крыша полупрозрачная, чтобы свет проникал на поле.
Открытие нового стадиона произошло 8 сентября 2011 года в рамках празднования 150-летия объединения Италии. Стадион используется клубом с сезона 2011/12.
Начиная с 1 июля 2017 домашняя арена «Ювентуса» носит название «Альянц Стадиум», контракт рассчитан на 7 лет.

## Количество сезонов по дивизионам
| Дивизион | Количество сезонов | Дебют     | Последний сезон |
| -------- | ------------------ | --------- | --------------- |
| A        | 107                | 1900      | 2024/2025       |
| B        | 1                  | 2006/2007 | 2006/2007       |

## Вклад «Ювентуса» в национальную сборную и сборные других стран

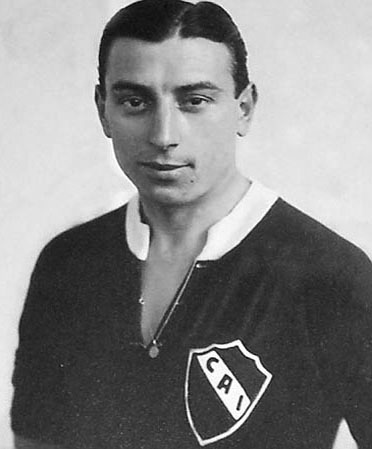
Раймундо Орси

По состоянию на 4 февраля 2013 года, «Ювентус» — это клуб, за который играло самое большее количество футболистов сборной Италии: 135. У второго места, на котором расположился «Интернационале» было 105 таких футболистов, а у третьего («Милан») — 94.
В общей сложности 22 итальянских игрока «Ювентуса» становились чемпионами мира: 9 в 1934 году (Луиджи Бертолини, Феличе Борель, Умберто Кальярис, Джанпьеро Комби, Джованни Феррари, Луис Монти, Раймундо Орси, Вирджинио Розетта и Марио Варгилен), 2 в 1938 году (Альфредо Фони и Пьетро Рава), 6 в 1982 году (Дино Дзофф, Клаудио Джентиле, Антонио Кабрини, Гаэтано Ширеа, Марко Тарделли и Паоло Росси) и 5 в 2006 году (Джанлуиджи Буффон, Фабио Каннаваро, Мауро Каморанези, Джанлука Дзамбротта и Алессандро Дель Пьеро). Три футболиста клуба стали чемпионами Европы в 1968 году (Джанкарло Берчеллино, Эрнесто Кастано и Сандро Сальвадоре) и четверо в 2020 году (Джорджо Кьеллини, Леонардо Бонуччи, Федерико Бернардески и Федерико Кьеза).
На чемпионате мира 1978 года в заявке сборной числились девять игроков из «Ювентуса». Это был один из самых больших «вкладов» в сборную за всю историю футбола. Это были Дзофф, Джентиле, Кабрини, Бенетти, Ширеа, Каузио, Тарделли, Беттега и Куккуредду. В двух матчах все 9 игроков вышли на поле: в игре против сборной Аргентины 10 июня и в матче против Нидерландов, 21 июня.

## Структура
С 27 июня 1967 года «Ювентус» является открытым акционерным обществом. С 1 марта 2009 года контрольным пакетом акций клуба владеет компания Exor. Компания возникла в результате слияния IFIL Investment S.p.A и других финансовых учреждений. Все холдинги получены от Джованни Аньелли. В настоящее время Exor владеет 63 % акций, а Lindsell Train Investment Trust Ltd — 7 %. 34 % акций владеет «Фонд миноритарных акционеров», в который входит почти 40000 человек.
Тренировочный лагерь «Ювентуса» находится в собственности компании Campi di Vinovo SpA. 71,3 % акций компании контролируется «Ювентусом».
В настоящее время в клубе действуют такие внутренние организации: управление и финансы, управление персоналом, информационные технологии, коммерция, планы, контроль и специальные проекты, спортивные зоны. Управление клубом во главе с Советом директоров состоит из 10 членов, в том числе президента Андреа Аньелли и генерального директора Альдо Мацции.
С 3 декабря 2001 года «Ювентус» котируются на итальянской фондовой бирже в сегменте STAR. Фондовый сегмент — один из наиболее успешных в Европе и в мире.
С 1 июля 2008 года в клубе внедрена система безопасности менеджмента для работников и спортсменов в соответствии с требованиями, предъявляемыми международным стандартом OHSAS и системы управления качеством медицинской отрасли в соответствии с международным стандартом ISO 9001:2000.
В 2013 году Deloitte Football Money League заявила, что «Ювентус» является 10-м клубом по доходам (по итогам сезона 2011/12 клуб выручил 195 миллионов евро). «Ювентус» является одним из основателей европейского союза клубов, который занимается защитой прав команд.
По данным официального сайта «Ювентуса».
| Имя                 | Должность                                 |
| ------------------- | ----------------------------------------- |
| Андреа Аньелли      | Президент                                 |
| Джузеппе Маротта    | Генеральный директор, спортивный директор |
| Альдо Мацциа        | Генеральный директор                      |
| Джулия Бонджорно    | Директор                                  |
| Энрико Веллано      | Директор                                  |
| Маурицио Арривабене | Директор                                  |
| Паоло Гаримберти    | Директор                                  |
| Ася Грациоли Вернер | Директор                                  |
| Камилло Венезио     | Директор                                  |
| Павел Недвед        | Директор                                  |

## Социальная сфера
«Ювентус» работает в социальной и гуманитарной сфере. Среди осуществляемых социальных программ есть проекты для молодёжи, направленные на улучшение качества жизни и обеспечения доступа к образованию для молодых людей из стран не входящих в Евросоюз. Через центр приёма и реализации в сотрудничестве с факультетом Экономики Университета Турина действует учебный курс для занятий спортом.
В области здравоохранения в сотрудничестве с Больницей Святой Анны в Турине клуб принимает участие в проекте «Расти вместе со Святой Анной». Также клуб спонсировал реконструкцию отдела для новорождённых в больнице Святой Анны и поддерживает деятельность Итальянского фонда по исследованию рака.
Другой проект «Ювентуса» — «Центр гостеприимства», который Эдоардо Аньелли осуществлял в сотрудничестве с Ассоциацией Волонтёрских Групп «Vincenziano», чтобы дать жильё всем матерям, оказавшихся в трудных условиях.
В 2000 году «Ювентус» начал проект по оснащению оборудованием института детской медицины имени Гаслини в Генуе, построенного как учебное заведение и место для госпитализации детей. Клуб помог восстановить здание аббатства святого Иеронима, которое находится внутри больницы. Для достижения поставленной цели потребовалось 4,5 млн евро, из которых два дала семья Гаслини. Остальные деньги были собраны «Ювентусом» за счёт пожертвований и благотворительных инициатив, организованных игроками, в том числе участие в фестивале Сан-Ремо 2003, телевизионная программа «Ювентус, команда, друзья», реализация и продажа книг, фотографии и CD, особенную известность получила песня «Il mio canto libero».

## Молодёжная команда
В юношеской академии «Ювентуса» существуют 17 футбольных клубов, которые играют в национальном чемпионате и международных турнирах. Все тренируются на тренировочной базе «Ювентус Центр» в Виново.
Как и нидерландский «Аякс», «Ювентус» создал футбольные школы в форме клубов, в которых игроки старшей команды тренируются с молодёжью. У клуба есть летние лагеря по всей Италии и за рубежом, в которых тренируются дети от 8 до 16 лет.
«Ювентус» часто создаёт проекты для молодых футболистов, например «Ювентус Университет», Мировой университет футбола (при поддержке Туринского университета) и «Национальная Академия Ювентуса», которая занимается созданием футбольных школ, расположенных на территории страны и за рубежом для детей в возрасте от 6 до 12 лет. Также действует программа, по которой «Ювентус» следит за 18-ю футбольными школами и спонсирует их.
«Ювентус» следил за молодыми игроками как в стране, так и за рубежом. В академии клуба воспитывались или пришли в молодости Пьетро Анастази (пришёл в 20 лет из «Катании»), Франко Каузио (пришёл в клуб из «Лечче»), Джузеппе Фурино (пришёл из «Палермо»), Роберто Беттега, Паоло Росси.
Из них только Фурино вызвали на чемпионат мира 1970 года, в 1974 году вызвали Анастази и Каузио. Они играли на мундиале и в 1978 году. Беттега также участвовал в турнире 1978 года, равно как и Паоло Росси. Вышеупомянутый Росси стал чемпионом мира в 1982 году. В том же году он выиграл «Золотой мяч», а также «Золотую бутсу» как лучший бомбардир турнира (6 голов).
Среди других известных бывших игроков молодёжной команды были Карло Бигатто, Джампьеро Комби, Пьетро Рава, Карло Парола, Джованни Виола и Джампьеро Бониперти, который сейчас занимает должность почётного президента клуба. Из этих игроков некоторые становились чемпионами мира в 1934 или 1938 году, а также выигрывали Олимпийские игры в 1936 году. За последние годы из академии вышли Антонио Ночерино, Себастьян Джовинко, Клаудио Маркизио, Паоло Де Челье и Доменико Кришито. Они играют в клубах Серии А, кроме последнего, который выступает за петербургский «Зенит». Некоторые из них были членами национальной команды, которая участвовала в Олимпийских играх 2008 года в Пекине, и молодёжной команды Италии, которая достигла полуфинала континентального турнира в 2009 году Маркизио и Де Челье являются основными игроками «Ювентуса». Также Маркизио и Джовинко выступали на чемпионате Европы 2012 года, в котором Италия дошла до финала.
3 августа 2018 года резервная команда «Ювентуса» была допущена к участию в Серии C.

### Титулы молодёжной команды
Молодёжная команда «Ювентуса» является одной из наиболее успешных как на национальном уровне, где она выиграла 9 титулов чемпиона, так и международном — с более чем 70 трофеями. Некоторые из них очень престижны: например, турнир Вияреджо, который «Юве» выиграл 8 раз, последний из которых в 2012 году. Команда наряду с «Миланом» и «Фиорентиной» является рекордсменом по титулам в этом турнире.
«Ювентус» — финалист Молодёжного кубка ФИФА 1962 года. В августе 2007 года команда до 19 лет принимала участие в Юношеской лиге в Малайзии, которую назвали «чемпионатом мира».

## Персоны

### Тренеры клуба

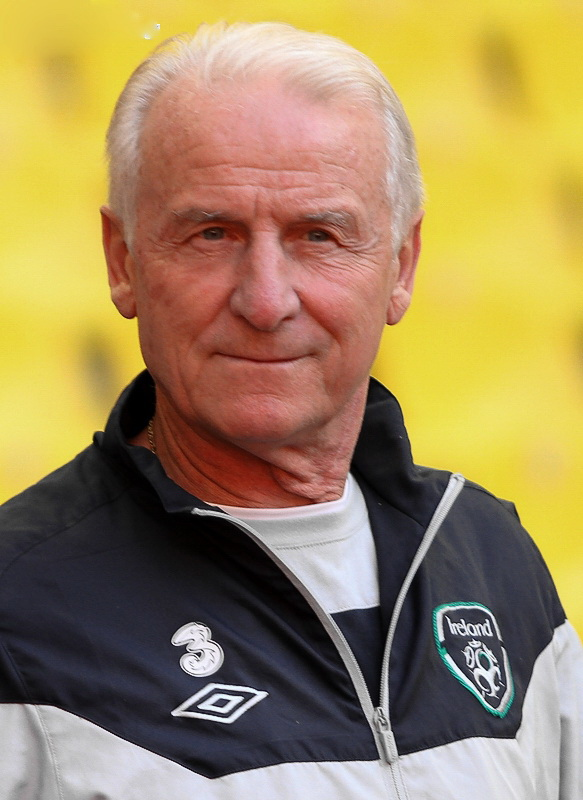
Джованни Трапаттони — самый успешный тренер «Ювентуса»

За всю историю у клуба было 44 тренера, 10 из них были исполняющими обязанности.
До конца второго десятилетия XX века футболисты не готовились к матчам. На практике, игроки — студенты и рабочие — имели привычку встречаться раз в неделю на велодроме Корсо Ре Умберто для тренировки. Обязанности тренера исполнял капитан команды.
Первым тренером в истории «Ювентуса» был венгерский специалист Йено Карой, которого в 1923 году назначил президент Эдуардо Аньелли с целью сделать работу команды более слаженной. Карой проработал с командой вплоть до своей смерти в 1926 году.
В клубе часто менялись тренеры, вплоть до появления Джованни Трапаттони. Он руководил «Ювентусом» 13 сезонов, из которых десять — подряд. Эти 10 сезонов стали рекордом итальянского футбола. Под руководством Трапаттони «Ювентус» провёл 596 игр. Ему принадлежит рекорд по количеству трофеев с одним клубом (14).
Карло Каркано, тренер клуба в 30-е годы, является единственным специалистом в Италии, который выиграл четыре чемпионских титула подряд.

31 мая 2011 года на пост главного тренера был назначен бывший игрок «Старой Синьоры», Антонио Конте. Под его руководством «Ювентус» стал одним из лидеров Серии А и трижды выиграл скудетто (сезоны 2011/12, 2012/13, 2013/14). В Лиге чемпионов «Чёрно-белые» показывали непостоянные результаты: в сезоне 2012/13 они дошли до четвертьфинала, где проиграли будущему победителю — «Баварии», но уже в следующем году они не вышли из группы в стадию плей-офф, лишь раз выиграв у датского «Копенгагена» 3:1 (к слову, Артуро Видаль в том матче забил три мяча и стал третьим в истории, после Филиппо Индзаги и Алессандро Дель Пьеро, футболистом «Юве», сумевшим оформить хет-трик в матчах главного европейского футбольного турнира). 15 июля 2014 года, проведя три успешных сезона в «Юве» и став любимцем болельщиков, Антонио Конте ушёл с поста главного тренера «Ювентуса». Причины ухода Конте остаются неясны: некоторые говорят, что он был не согласен с трансферной политикой клуба. Однако капитан команды Джанлуиджи Буффон опроверг эти слухи: 
Я не знаю, почему Антонио решил уйти, но это точно не из-за трансферных вопросов. Возможно, было нечто другое.
 Также по поводу ухода Конте высказался Павел Недвед: 
Антонио ушёл в отставку не из-за каких-то разногласий с руководителями клуба. Просто у него не было сил продолжать работу.
16 июля 2014 года главным тренером «Ювентуса» стал Массимилиано Аллегри. Его назначение вызвало немалый резонанс среди общественности, многие болельщики клуба были недовольны назначением тренера, который провёл провальный сезон в «Милане»; некоторые из них требовали вернуть деньги за приобретённые абонементы на сезон 2014/15.

### Президенты клуба
За всё время существования клуба у «Ювентуса» было 23 президента. Первым президентом клуба был Эуджение Канфари, один из основателей клуба.
Дольше всех пост президента занимал Джампьеро Бониперти: с 1971 по 1990 год. Бониперти, вместе с его преемником Витторио ди Кьюзано, является президентом, за срок которого было выиграно больше всего трофеев.
Предприниматель Умберто Аньелли стал самым молодым президентом в истории клуба. Альфред Дик, Йозеф Хесс и Жан-Клод Блан стали единственными президентами не-итальянцами. Дик был президентом в 1905 году, то есть когда клуб выиграл первое скудетто.
С 28 апреля 2010 года на посту президента находился Андреа Аньелли, который был избран на эту должность на собрании акционеров клуба. В ноября 2022 года покинул должность.
18 января 2023 года на собрании акционеров на пост президента был избран Джанлука Ферреро.

## Главные офисы клуба
1. Монтевеккио (1898)
2. Пьяцци, 4 (1899)
3. Гасометро, 14 (1900—1902)
4. Пастренго (1903—1904)
5. Донати, 1 (1905—1906)
6. Карло Альберто, 43 (1919—1921)
7. Ботеро, 16 (1921—1922)
8. Проспект Марсиглия (1923—1933)
9. Богино, 12 (1934—1943)
10. Проспект IV ноября, 151 (1944—1947)
11. Площадь Сан Карло, 206 (1948—1964)
12. Галерея Сан Федерико, 54 (1965—1985)
13. Площадь Кримея, 7 (1986—2000)
14. Проспект Галлилео Феррариса, 32 (с 2001)

## Клубные рекорды

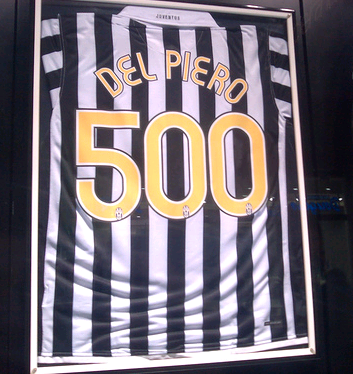
Футболка, выпущенная в честь 500-го матча Алессандро Дель Пьеро в составе «Ювентуса»

### Статистика команды
«Ювентус» начал играть в чемпионате Италии 11 марта 1900 года. Сезон 2014/15 стал 110-м сезоном в истории клуба. В ходе 107 сезонов в высшем дивизионе «Ювентус» выиграл чемпионат 34 раза (итальянский рекорд), заняв второе и третье место в 20 и 11 турнирах соответственно.
Самую крупную победу «Ювентус» одержал во втором раунде Кубка Италии над «Ченто» — 15:0. В чемпионате рекордом был счёт 11:0. такое поражение туринцы нанесли «Фиорентине» в сезоне 1928/29.
Самое крупное поражение в истории клуба — 0:8 было от «Торино» в сезоне 1912/13.
«Юве» одержал 11 побед в Кубке Италии, а также 5 раз проиграл в финале этого турнира. Причём рекордсмены по выигранным Кубкам Италии «Рома» и «Ювентус» никогда не встречались в финалах этого турнира.
По количеству набранных очков «Ювентус» первый в Италии и четвёртый в Европе. Кроме того, итальянский клуб лидирует в Италии по матчам (352), выигранным играм (193), голам (623), разнице забитых и пропущенных мячей (+295) и проценту побед (54,83 %) в соревнованиях УЕФА .
«Ювентус» является единственным итальянским клубом, который выиграл международный турнир с составом исключительно из местных футболистов (Кубок УЕФА 1976/77).
Клуб выходил в финал в 19 официальных соревнованиях международного уровня. По этому показателю команда находится на шестом месте в мире, четвёртом в Европе и втором в Италии. Восемь из них были сыграны в Кубке европейских чемпионов/Лиге чемпионов УЕФА, 4 — в Кубке кубков, ещё 4 — в Кубке УЕФА, 1 — в Кубке Интертото, 2 — в Суперкубке УЕФА и 3 — в Межконтинентальном кубке.
«Ювентус» — единственный клуб в мире, который выиграл все возможные международные турниры, один из четырёх клубов, выигравших все три крупных турнира УЕФА — и стал первым клубом, достигшим этой цели — в 1985 году. За это в 1988 году клуб был награждён премией УЕФА.

### Игроки-рекордсмены
Рекордсменом по количеству матчей, проведённых в Серии А, является Алессандро Дель Пьеро (478 игр), в сумме с ещё 35 матчами в Серии B Дель Пьеро принадлежит рекорд клуба по числу сыгранных матчей в чемпионатах Италии — 513. Предыдущий рекорд принадлежал Джампьеро Бониперти, который сыграл 443 матча в период с 1946 по 1961 год.
В настоящее время Дель Пьеро принадлежит абсолютный рекорд по матчам за клуб — 705. В них он забил 290 голов (также рекорд). Дель Пьеро забил 188 мячей в Серии А, 20 в Серии B, 28 в национальном кубке, 53 в европейских соревнованиях и 1 в матче за Межконтинентальный кубок. Предыдущий рекорд также принадлежал Бониперти и был побит в 2006 году.
Рекордсменом клуба по количеству голов за сезон в Серии А является Феличе Борель. Он огорчил соперников 32 раза в 34-х играх в сезоне 1933/34.
Венгру Ференцу Хирзеру принадлежит рекорд по мячам, забитым в чемпионате за один сезон. Он забил 35 голов за 26 матчей в чемпионате Италии 1925/26 (тогда Серии А ещё не существовало). Такое же количество мячей забил только швед Гуннар Нордаль, выступая за «Милан» в сезоне 1949/50.
Игрок «Ювентуса» Омар Сивори вместе с Сильвио Пиолой держит рекорд по количеству голов, забитых в одном матче — 6.
За более чем 110-летнюю историю «Ювентуса» более 700 футболистов, в основном, итальянцы, играли в сборных.
Среди итальянских футболистов, первым «символом» клуба стал Карло Бигатто. После Карло в клубе заявили о себе Джампьеро Бониперти и Карло Парола. В 70-х и 80-х годах главными звёздами были Дино Дзофф и Паоло Росси, лучший бомбардир 1982 года и обладатель «Золотого мяча», а также Гаэтано Ширеа, Серхио Мартинес, Антонио Кабрини и Стефано Таккони, они выиграли все официальные соревнования под эгидой УЕФА. В последнем десятилетии XX века в клубе выделялись Роберто Баджо, обладатель «Золотого мяча» 1993, и Алессандро Дель Пьеро, игрок-символ команды, который шесть раз был чемпионом Италии, стал победителем Лиги чемпионов и Межконтинентального кубка в 1996 году, а также был чемпионом мира 2006 года, равно, как и Джанлуиджи Буффон, нынешний капитан команды.
Среди легионеров в 50-х и 60-х годах XX века в «Ювентусе» выделялись Омар Сивори (в 1961 году он получил «Золотой мяч») и валлиец Джон Чарльз, прозванный за его рост добрым великаном. Вместе с Бониперти они образовали «магическое трио» и помогли «Ювентусу» завоевать 3 скудетто; в семидесятые годы из иностранцев выделялся немец Хельмут Халлер. В 1982 году в «Ювентус» пришёл Мишель Платини, чемпион Европы 1984 года со сборной Франции и победитель Лиги чемпионов в 1985 году (обладатель «Золотого мяча» 1983, 1984, 1985). В 1996 году клуб купил Зинедина Зидана (обладатель «Золотого мяча» 1998). В 2001 году он ушёл в «Реал Мадрид», и его заменил чех Павел Недвед, который в 2003 году получил «Золотой мяч». В то, же время был куплен Давид Трезеге, который является лучшим иностранным бомбардиром в истории команды.
| Лучшие бомбардиры клуба  |      |
| Игрок                    | Голы |
| 1. Алессандро Дель Пьеро | 290  |
| 2. Джампьеро Бониперти   | 182  |
| 3. Роберто Беттега       | 179  |
| 4. Омар Сивори           | 174  |
| 5. Давид Трезеге         | 171  |
| 6. Феличе Борель         | 163  |
| 7. Пьетро Анастази       | 132  |
| 8. Йон Хансен            | 124  |
| 9-10. Роберто Баджо      | 115  |
| 9-10. Пауло Дибала       | 115  |

| Рекордсмены клуба по матчам |       |
| Игрок                       | Матчи |
| 1. Алессандро Дель Пьеро    | 705   |
| 2. Джанлуиджи Буффон        | 685   |
| 3. Джорджо Кьеллини         | 561   |
| 4. Гаэтано Ширеа            | 552   |
| 5. Джузеппе Фурино          | 528   |
| 6. Леонардо Бонуччи         | 502   |
| 7. Роберто Беттега          | 482   |
| 8. Дино Дзофф               | 476   |
| 9. Антонио Кабрини          | 460   |
| 10. Джампьеро Бониперти     | 459   |

Данные на 16 мая 2025 года.

### Личные достижения футболистов «Ювентуса»
За клуб в качестве вратаря сыграл 30 матчей чемпионата Италии в качестве вратаря известный итальянский художник-академист Доменико Дуранте (1879—1944). В составе клуба он стал чемпионом Италии в 1905 году[значимость факта?].

#### Чемпионы мира
Следующие футболисты становились чемпионами мира, являясь игроками «Ювентуса»:
- Луиджи Бертолини — 1934
- Феличе Борель — 1934
- Марио Варльен — 1934
- Умберто Калигарис — 1934
- Джанпьеро Комби — 1934
- Луис Монти — 1934
- Раймундо Орси — 1934
- Вирджинио Розетта — 1934
- Джованни Феррари — 1934
- Пьетро Рава — 1938
- Альфредо Фони — 1938
- Клаудио Джентиле — 1982
- Дино Дзофф — 1982
- Антонио Кабрини — 1982
- Паоло Росси — 1982
- Марко Тарделли — 1982
- Гаэтано Ширеа — 1982
- Дидье Дешам — 1998
- Зинедин Зидан — 1998
- Джанлуиджи Буффон — 2006
- Алессандро Дель Пьеро — 2006
- Джанлука Дзамбротта — 2006
- Мауро Каморанези — 2006
- Фабио Каннаваро — 2006
- Блез Матюиди — 2018
- Анхель Ди Мария — 2022
- Леандро Паредес — 2022

#### Чемпионы Европы
Следующие футболисты становились чемпионами Европы, являясь игроками «Ювентуса»:
- Луис Дель Соль — 1964
- Джанкарло Берчеллино — 1968
- Эрнесто Кастано — 1968
- Сандро Сальвадоре — 1968
- Мишель Платини — 1984
- Зинедин Зидан — 2000
- Федерико Бернардески — 2020
- Леонардо Бонуччи — 2020
- Федерико Кьеза — 2020
- Джорджо Кьеллини — 2020

#### Олимпийские чемпионы
Следующие футболисты становились Олимпийскими чемпионами, являясь игроками «Ювентуса»:
- Пьетро Рава — 1936
- Альфредо Фони — 1936

#### ОбладателиКубка конфедераций
Следующие футболисты становились обладателями Кубка конфедераций, являясь игроками «Ювентуса»:
- Лилиан Тюрам — 2003
- Эмерсон — 2005

#### Игроки — обладатели «Золотого мяча»
Следующие футболисты получили «Золотой мяч», выступая за «Ювентус»:
- Омар Сивори — 1961
- Паоло Росси — 1982
- Мишель Платини — 1983, 1984, 1985
- Роберто Баджо — 1993
- Зинедин Зидан — 1998
- Павел Недвед — 2003

#### Игроки года по версииФИФА
Следующие футболисты были признаны футболистами года по версии ФИФА, выступая за «Ювентус»:
- Роберто Баджо — 1993
- Зинедин Зидан — 1998, 2000
- Фабио Каннаваро — 2006

#### Лучшие игроки чемпионата мира
Следующие футболисты были признаны лучшими игроками чемпионата мира, являясь игроками «Ювентуса»:
- Паоло Росси — 1982
- Сальваторе Скиллачи — 1990

#### Лучшие бомбардиры чемпионата мира
Следующие футболисты были признаны лучшими бомбардирами чемпионата мира, являясь игроками «Ювентуса»:
- Паоло Росси — 1982
- Сальваторе Скиллачи — 1990

#### Лучшие игроки чемпионата Европы
Следующие футболисты были признаны лучшими игроками чемпионата Европы, являясь игроками «Ювентуса»:
- Зинедин Зидан — 2000

#### Лучшие бомбардиры чемпионата Европы
Следующие футболисты были признаны лучшими бомбардирами чемпионата Европы, являясь игроками «Ювентуса»:
- Мишель Платини — 1984
- Криштиану Роналду — 2020

#### Футболисты года по версии УЕФА
Следующие футболисты были признаны футболистами года по версии УЕФА, выступая за «Ювентус»:
- Джанлуиджи Буффон — 2003

#### Лучшие бомбардиры Лиги чемпионов УЕФА
Следующие футболисты были признаны лучшими бомбардирами Лиги чемпионов УЕФА, выступая за «Ювентус»:
- Паоло Росси — 1982/1983
- Мишель Платини — 1984/1985
- Алессандро Дель Пьеро — 1997/1998

#### Лучшие вратари мира по версии МФФИИС
Следующие вратари были признаны Лучший вратарь мира по версии МФФИИС, выступая за «Ювентус»:
- Джанлуиджи Буффон — 2003, 2004, 2006, 2017

#### Лучший вратарь Европы по версии УЕФА
Следующие вратари были признаны Лучший вратарь Европы по версии УЕФА, выступая за «Ювентус»:
- Джанлуиджи Буффон — 2003, 2016, 2017

## Болельщики

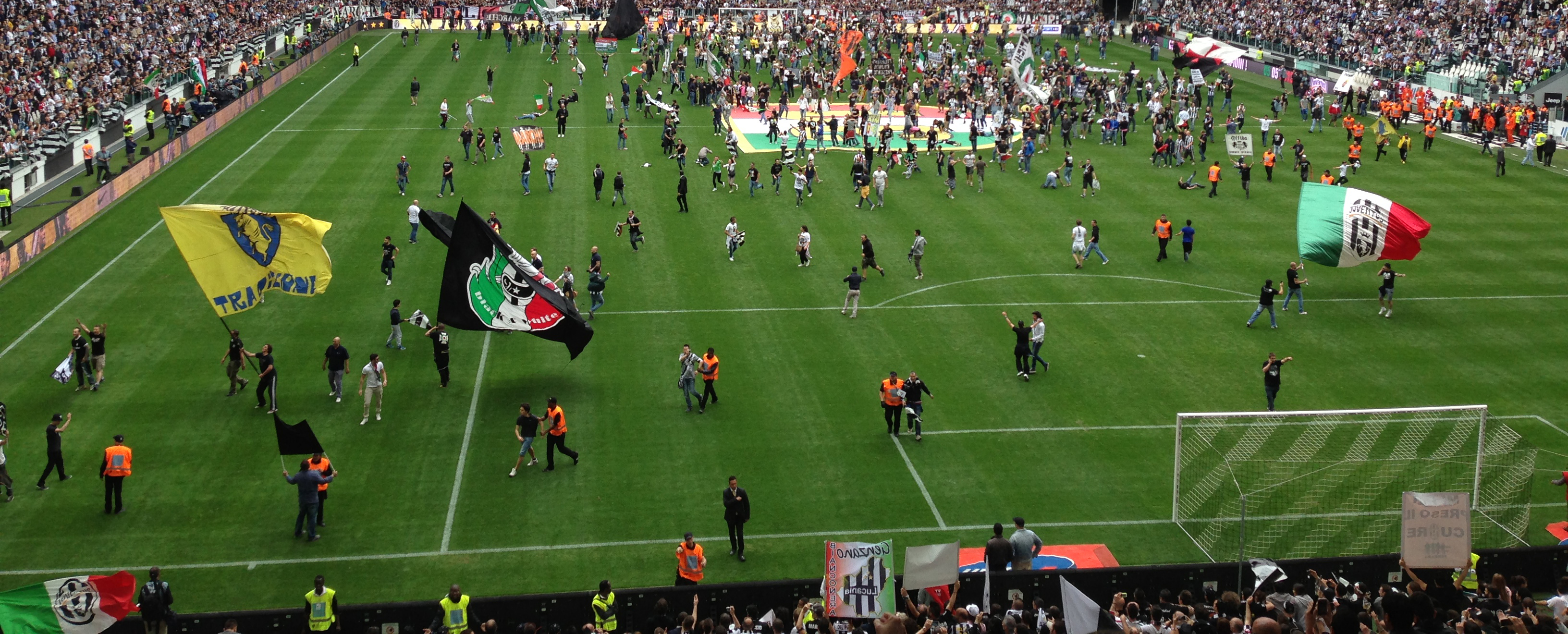
Болельщики «Ювентуса» празднуют завоевание 29-го скудетто
на «Ювентус Стадиуме»

У «Ювентуса» более чем 12 миллионов фанатов в Италии. В сентябре 2012 года Агентство Demos & Pi в одной из самых тиражируемых газет Италии La Repubblica опубликовало следующие результаты своего исследования: доля болельщиков клуба среди общего числа опрошенных болельщиков составила 28,5 %, из чего следует, что туринский клуб является самым популярным в Италии. Кроме того, команда имеет около 13,1 миллионов поклонников в Европе. По всему миру у клуба есть многочисленные фан-клубы, особенно в странах с большим количеством итальянских эмигрантов.
В основном за клуб болеют по социологическим и географическим соображениям. Также у клуба очень много фанатов на юге Италии и на Сицилии. Из-за этого «Юве» часто называют «национальной командой». Многие болельщики, чтобы посмотреть матчи команды, едут в Турин из отдалённых мест.
Что касается политической ориентации организаций болельщиков, согласно докладу сотрудников полиции 2003 года, «Ювентино» в основном правые. Тем не менее, в 2004 году журналом Diario было установлено, что фанаты «Ювентуса» являются одним из немногих, которые почти не имеют ярко выраженных правых или левых взглядов.
В начале XX века за «Ювентус» болели в основном люди из буржуазных классов. В середине XX века за клуб болели рабочие, механики и машиностроители, так как команду купил автоконцерн FIAT. После второй мировой войны за «Ювентус» стали болеть мигранты и жители севера Италии.
По мере усиления внутренней миграции, произошедшего между 50-ми и 70-ми годами, за «Ювентус» стали болеть в основном мигранты, а коренные жители Турина поддерживают «Торино». В последние годы противостояние ослабло, в определённой мере это связано с разной статусностью клубов.

### Знаменитые болельщики клуба
- Жан Алези[174], бывший пилот Формулы-1;
- Лорис Капиросси[175], мотоциклист;
- Михаил Горбачёв[174], экс-глава СССР;
- Лучано Паваротти[176], тенор;
- Эрос Рамазотти[174], эстрадный певец;
- Вальтер Вельтрони[177], экс-мэр Рима;
- Каролина Костнер[178], итальянская фигуристка;
- Микеле Плачидо[179], итальянский актёр и кинорежиссёр.

## Принципиальные соперники
Болельщики «Ювентуса» с 80-х годов XX века дружат с болельщиками «Авеллино». Также фанаты поддерживают хорошие отношения с АДО Ден Хааг и «Легией». В 2011 году была также усилена дружба с болельщиками английского клуба «Ноттс Каунти», а в ноябре следующего года был образован союз с фанатами «Эльче».
Одним из главных соперников клуба является «Торино». Также принципиальным является Дерби Италии с «Интернационале». Противостояние стало ещё более напряжённым из-за Коррупционного скандала 2006 года. Соперничество с «Миланом» ведётся ещё с 50-х годов прошлого века.
Принципиальным соперником «Ювентуса» является «Фиорентина». Начало этому противостоянию положил чемпионат Италии 1981/82, когда эти две команды боролись за чемпионство. Принципиальным также является соперничество с «Ромой».
На стадионе «Делле Альпи» фанаты сидели на трибуне Curva Scirea. На Олимпийском стадионе самые активные болельщики пребывали на Curva Filadelfia. На «Ювентус Стадиум» ультрас сидят на трибуне Curva Sud.

## Поставщики формы и титульные спонсоры
| Period     | Поставщик формы | Титульный спонсор                          |
| ---------- | --------------- | ------------------------------------------ |
| 1979—1989  | Kappa           | Ariston                                    |
| 1989—1992  | Kappa           | Upim                                       |
| 1992—1995  | Kappa           | Danone                                     |
| 1995—1998  | Kappa           | Sony / Sony Minidisc                       |
| 1998—1999  | Kappa           | D+Libertà digitale / Tele+                 |
| 1999—2000  | Kappa           | CanalSatellite / D+Libertà digitale / Sony |
| 2000—2001  | Lotto           | Sportal.com / Tele+                        |
| 2001—2002  | Lotto           | FASTWEB / Tu Mobile                        |
| 2002—2003  | Lotto           | FASTWEB / Tamoil                           |
| 2003—2004  | Nike            | FASTWEB / Tamoil                           |
| 2004—2005  | Nike            | SKY Sport / Tamoil                         |
| 2005—2007  | Nike            | Tamoil                                     |
| 2007—2008  | Nike            | FIAT                                       |
| 2008—2010  | Nike            | New Holland FIAT Group / Iveco             |
| 2010—2012  | Nike            | BetClic / Balocco                          |
| 2012—2015  | Nike            | Jeep                                       |
| 2015—н. в. | Adidas          | Jeep                                       |

### Документы историко-статистического характера
- Статистика чемпионатов Италии с сезона 1929/1930 по сегодняшний день (англ.)